# Ле Ман
Ле Ман (фр. Le Mans) је град у северозападној Француској, главни град департмана Сарт, у региону Лоаре. Град је стара престоница области Мен (Maine). По подацима из 2006. године број становника у месту је био 144.016. Шире подручје града се састоји из девет општина са укупно 210.000 становника (2006). Становници Ле Мана се називају Мансо или Мансел.

## Географија

### Клима
| Клима (Ле Ман)              | Клима (Ле Ман) | Клима (Ле Ман) | Клима (Ле Ман) | Клима (Ле Ман) | Клима (Ле Ман) | Клима (Ле Ман) | Клима (Ле Ман) | Клима (Ле Ман) | Клима (Ле Ман) | Клима (Ле Ман) | Клима (Ле Ман) | Клима (Ле Ман) | Клима (Ле Ман) |
| Показатељ \ Месец           | .Јан.          | .Феб.          | .Мар.          | .Апр.          | .Мај.          | .Јун.          | .Јул.          | .Авг.          | .Сеп.          | .Окт.          | .Нов.          | .Дец.          | .Год.          |
| --------------------------- | -------------- | -------------- | -------------- | -------------- | -------------- | -------------- | -------------- | -------------- | -------------- | -------------- | -------------- | -------------- | -------------- |
| Апсолутни максимум, °C (°F) | 17,2 (63)      | 21,0 (69,8)    | 24,9 (76,8)    | 30,3 (86,5)    | 32,4 (90,3)    | 37,1 (98,8)    | 40,4 (104,7)   | 40,5 (104,9)   | 34,6 (94,3)    | 29,7 (85,5)    | 21,9 (71,4)    | 18,3 (64,9)    | 40,5 (104,9)   |
| Средњи максимум, °C (°F)    | 7,1 (44,8)     | 8,5 (47,3)     | 11,6 (52,9)    | 14,7 (58,5)    | 18,4 (65,1)    | 22,0 (71,6)    | 24,5 (76,1)    | 24,0 (75,2)    | 21,4 (70,5)    | 16,6 (61,9)    | 10,8 (51,4)    | 7,7 (45,9)     | 15,6 (60,1)    |
| Просек, °C (°F)             | 4,1 (39,4)     | 5,0 (41)       | 7,2 (45)       | 9,8 (49,6)     | 13,3 (55,9)    | 16,7 (62,1)    | 18,8 (65,8)    | 18,3 (64,9)    | 16,0 (60,8)    | 12,1 (53,8)    | 7,3 (45,1)     | 4,8 (40,6)     | 11,1 (52)      |
| Средњи минимум, °C (°F)     | 2,1 (35,8)     | 1,8 (35,2)     | 3,7 (38,7)     | 5,6 (42,1)     | 8,2 (46,8)     | 11,3 (52,3)    | 13,1 (55,6)    | 12,6 (54,7)    | 10,5 (50,9)    | 7,6 (45,7)     | 3,8 (38,8)     | 2,5 (36,5)     | 7,5 (45,5)     |
| Апсолутни минимум, °C (°F)  | −18,2 (−0,8)   | −17,0 (1,4)    | −11,3 (11,7)   | −4,9 (23,2)    | −3,7 (25,3)    | 1,6 (34,9)     | 3,9 (39)       | 3,2 (37,8)     | −0,5 (31,1)    | −5,4 (22,3)    | −12,0 (10,4)   | −21,0 (−5,8)   | −21,0 (−5,8)   |
| Количина падавина, mm (in)  | 64,8 (25,51)   | 59,4 (23,39)   | 58,7 (23,11)   | 50,7 (19,96)   | 60,8 (23,94)   | 45,6 (17,95)   | 49,6 (19,53)   | 45,1 (17,76)   | 54,1 (21,3)    | 57,7 (22,72)   | 67,7 (26,65)   | 63,8 (25,12)   | 678,0 (266,93) |
| [ тражи се извор ]          |                |                |                |                |                |                |                |                |                |                |                |                |                |

## Демографија
| 1962.   | 1968.   | 1975.   | 1982.   | 1990.   | 1999.   | 2006.   | 2011.   |
| ------- | ------- | ------- | ------- | ------- | ------- | ------- | ------- |
| 132.181 | 143.246 | 152.285 | 147.697 | 145.502 | 146.105 | 144.016 | 143.240 |

## Аутомобилизам
Град Ле Ман је познат по својој аутомобилистичкој стази. Стаза у ствари обухвата два неједнака дела, мању стазу Бугати (4,3 km, названа по оснивачу истоимене аутомобилске компаније), и дужу стазу Сарт (13,65 km). Стаза Сарт се делом састоји од јавних путева који се затварају у време одржавања ауто-трка. Од 1923. на стази се одржава позната трка 24 часа Ле Мана.

## Партнерски градови
- Падерборн
- Амасија
- Сузука
- Болтон
- Quintanar de la Orden
- Сјанјанг
- Александрија
- Haouza
- Волос
- Ростов на Дону